# 晶融汇
晶融汇是美国铁狮门集团在中华人民共和国四川省成都市东大街建设的一个城市综合体项目。该项目建筑体量达到17.2万平方米，最高达40层、155米。项目包括甲级写字楼、酒店式公寓与高档住宅。项目一期在2012年第三季度建成，二期则在2014年第四季度建成。其写字楼部分在2013年6月被中国平安买下，后更名中国平安金融中心。大楼由SOM建筑设计事务所设计，采用钢筋混凝土结构，外部采用玻璃与石材幕墙装饰。然而该项目的购物中心部分由于受到邻近成都远洋太古里和成都国际金融中心的挤压，景况惨淡。

## 周边

### 交通
- 成都地铁2号线春熙路站、东门大桥站

### 商业设施
- 成都远洋太古里
- 春熙路商圈
- 成都银石广场
- 成都香槟广场
- 成都国际金融中心
- 睿东中心
- 时代1号写字楼
- 时代8号写字楼

### 历史与文化
- 崇德里
- 大慈寺

### 环境
- 府河